# La bande à papa
La bande à papa is een Franse film in zwart-wit, geproduceerd in 1955. Deze succesrijke politiekomedie deed het goed aan de filmkassa en  was het filmdebuut van Fernand Raynaud.  

## Verhaal
De schuchtere bankbediende Fernand Jérôme weet onvrijwillig een bankoverval te verijdelen. Hij wordt van de ene dag op de andere een held en brengt het hoofd op hol van de jonge Renée Merlerin, die hij daarvoor vruchteloos het hof maakte. Haar vader is de politiecommissaris Victor Merlerin die de dader van de overval achternazit. Deze bendeleider, 'le grand J', blijkt niemand minder te zijn dan Joseph, de vader van Fernand, die al jaren spoorloos is.

## Rolverdeling
| Acteur             | Personage                                                         |
| ------------------ | ----------------------------------------------------------------- |
| Fernand Raynaud    | Fernand Jérôme, de bankbediende                                   |
| Noël Roquevert     | Joseph Jérôme, de vader van Fernand, 'Grand J', de bendeleider    |
| Louis de Funès     | hoofdinspecteur Victor Eugène Merlerin                            |
| Annie Noël         | Renée Merlerin, de dochter van de inspecteur, verliefd op Fernand |
| Jean-Marc Tennberg | La Postiche, een bendelid                                         |
| Henri Crémieux     | 'le Professeur', een bendelid                                     |
| Suzanne Dehelly    | Gertrude, de grootmoeder van Fernand                              |
| Madeleine Barbulée | mevrouw Merlerin, de vrouw van de inspecteur                      |
| Marcel Bozzuffi    | La Volaille, een bendelid                                         |
| Paul Crauchet      | Marcel, een bendelid                                              |
| Geneviève Morel    | de mimosaverkoopster                                              |